# Seznam kostelů v okrese Chrudim
Seznam kostelů v okrese Chrudim

## Existující kostely

### Římskokatolické kostely
| Název                                   | Obrázek                                 | Galerie Commons                                                                                  | Místo                       | Ochrana                  | Popis | Souřadnice |
| --------------------------------------- | --------------------------------------- | ------------------------------------------------------------------------------------------------ | --------------------------- | ------------------------ | ----- | ---------- |
| kostel Božího těla                      | kostel Božího těla                      | Kategorie „Church of Corpus Christi (Skuteč)“ na Wikimedia Commons                               | Skuteč                      | kulturní památka         | ...   |            |
| kostel svatého Havla                    | kostel Božího těla                      | Kategorie „Church of Saint Gall (Vrbatův Kostelec)“ na Wikimedia Commons                         | Vrbatův Kostelec            | kulturní památka         | ...   |            |
| kostel Nanebevzetí Panny Marie          | kostel Nanebevzetí Panny Marie          | Kategorie „Church of the Assumption of the Virgin Mary in Chrudim“ na Wikimedia Commons          | Chrudim                     | kulturní památka         | ...   |            |
| kostel Nanebevzetí Panny Marie          | kostel Nanebevzetí Panny Marie          | Kategorie „Church of the Assumption of the Virgin Mary (Skuteč)“ na Wikimedia Commons            | Skuteč                      | kulturní památka         | ...   |            |
| kostel Nanebevzetí Panny Marie          | kostel Nanebevzetí Panny Marie          | Kategorie „Church of the Assumption (Vejvanovice)“ na Wikimedia Commons                          | Vejvanovice                 | kulturní památka         | ...   |            |
| kostel Narození Panny Marie             | kostel Narození Panny Marie             | Kategorie „Church of the Nativity of the Virgin Mary (Hlinsko)“ na Wikimedia Commons             | Hlinsko                     | kulturní památka         | ...   |            |
| kostel Nejsvětější Trojice              | kostel Nejsvětější Trojice              | Kategorie „Church of Holy Trinity (Chrast)“ na Wikimedia Commons                                 | Chrast                      | kulturní památka         | ...   |            |
| kostel Nejsvětější Trojice              | kostel Nejsvětější Trojice              | Kategorie „Holy Trinity Church (Jenišovice)“ na Wikimedia Commons                                | Jenišovice                  | kulturní památka         | ...   |            |
| kostel Nejsvětější Trojice              | kostel Nejsvětější Trojice              | Kategorie „Holy Trinity Church (Kameničky)“ na Wikimedia Commons                                 | Kameničky                   | kulturní památka         | ...   |            |
| kostel Nejsvětější Trojice              | kostel Nejsvětější Trojice              | Kategorie „Holy Trinity Church (Sobětuchy)“ na Wikimedia Commons                                 | Pouchobrady, Sobětuchy      | kulturní památka         | ...   |            |
| kostel Panny Marie pod Skalou           | kostel Panny Marie pod Skalou           | Kategorie „Kostel Panny Marie pod Skalou“ na Wikimedia Commons                                   | Skála, Chrast               | kulturní památka         | ...   |            |
| kostel Panny Marie Pomocnice na Chlumku | kostel Panny Marie Pomocnice na Chlumku | Kategorie „Saint Mary Church (Luže)“ na Wikimedia Commons                                        | Luže                        | kulturní památka         | ...   |            |
| kostel Panny Marie Sedmibolestné        | kostel Panny Marie Sedmibolestné        | Kategorie „Church of Our Lady of Sorrows (Předhradí)“ na Wikimedia Commons                       | Předhradí                   | kulturní památka         | ...   |            |
| kostel Povýšení svatého Kříže           | kostel Povýšení svatého Kříže           | Kategorie „Church of the Exaltation of the Holy Cross (Honbice)“ na Wikimedia Commons            | Honbice                     | kulturní památka         | ...   |            |
| kostel Povýšení svatého Kříže           | kostel Povýšení svatého Kříže           | Kategorie „Church of the Exaltation of the Holy Cross (Chrudim)“ na Wikimedia Commons            | Chrudim                     | kulturní památka         | ...   |            |
| kostel svaté Anny                       | kostel svaté Anny                       | Kategorie „Church of Saint Anne (Smrček)“ na Wikimedia Commons                                   | Smrček                      | kulturní památka         | ...   |            |
| kostel svatého Bartoloměje              | kostel svatého Bartoloměje              | Kategorie „Church of Saint Bartholomew (Bítovany)“ na Wikimedia Commons                          | Bítovany                    | kulturní památka         | ...   |            |
| kostel svatého Bartoloměje              | kostel svatého Bartoloměje              | Kategorie „Church of Saint Bartholomew (Heřmanův Městec)“ na Wikimedia Commons                   | Heřmanův Městec             | kulturní památka         | ...   |            |
| kostel svatého Bartoloměje              | kostel svatého Bartoloměje              | Kategorie „Church of Saint Bartholomew (Kočí)“ na Wikimedia Commons                              | Kočí                        | národní kulturní památka | ...   |            |
| kostel svatého Bartoloměje              | kostel svatého Bartoloměje              | Kategorie „Church of Saint Bartholomew (Luže)“ na Wikimedia Commons                              | Luže                        | kulturní památka         | ...   |            |
| kostel svatého Bartoloměje              | kostel svatého Bartoloměje              | Kategorie „Church of Saint Bartholomew (Otradov)“ na Wikimedia Commons                           | Otradov                     | kulturní památka         | ...   |            |
| kostel svatého Filipa a Jakuba          | kostel svatého Filipa a Jakuba          | Kategorie „Church of Saint James and Philip (Trhová Kamenice)“ na Wikimedia Commons              | Trhová Kamenice             | kulturní památka         | ...   |            |
| kostel svatého Havla                    | kostel svatého Havla                    | Kategorie „Church of Saint Gall (Hošťalovice)“ na Wikimedia Commons                              | Hošťalovice                 | kulturní památka         | ...   |            |
| kostel svatého Jakuba                   | kostel svatého Jakuba                   | Kategorie „Church of Saint James (Chroustovice)“ na Wikimedia Commons                            | Chroustovice                | kulturní památka         | ...   |            |
| Kostel svatého Jakuba Staršího          | kostel svatého Jakuba                   | Kategorie „Church of Saint James the Greater (Práčov)“ na Wikimedia Commons                      | Práčov, Svídnice            | kulturní památka         | ...   |            |
| kostel svatého Jakuba                   | kostel svatého Jakuba                   | Kategorie „Church of Saint James the Greater (Raná)“ na Wikimedia Commons                        | Raná                        | kulturní památka         | ...   |            |
| kostel svatého Jana Křtitele            | kostel svatého Jana Křtitele            | Kategorie „Church of Saint John the Baptist (Běstvina)“ na Wikimedia Commons                     | Běstvina                    | kulturní památka         | ...   |            |
| kostel svatého Jana Křtitele            | kostel svatého Jana Křtitele            | Kategorie „Church of Saint John the Baptist (Perálec)“ na Wikimedia Commons                      | Perálec                     | kulturní památka         | ...   |            |
| kostel svatého Jana Křtitele            | kostel svatého Jana Křtitele            | Kategorie „Church of Saint John the Baptist (Tuněchody)“ na Wikimedia Commons                    | Tuněchody                   | kulturní památka         | ...   |            |
| kostel svatého Jiljí                    | kostel svatého Jiljí                    | Kategorie „Church of Saint Giles (Nasavrky)“ na Wikimedia Commons                                | Nasavrky                    | kulturní památka         | ...   |            |
| kostel svatého Jiří                     | kostel svatého Jiří                     | Kategorie „Church of Saint George (Tři Bubny)“ na Wikimedia Commons                              | Tři Bubny, Orel             | kulturní památka         | ...   |            |
| kostel svatého Jiří                     | kostel svatého Jiří                     | Kategorie „Church of Saint George (Voletice)“ na Wikimedia Commons                               | Voletice, Luže              | kulturní památka         | ...   |            |
| kostel svatého Josefa                   | kostel svatého Josefa                   | Kategorie „Church of Saint Joseph (Chrudim)“ na Wikimedia Commons                                | Chrudim                     | kulturní památka         | ...   |            |
| kostel sv. Kateřiny Alexandrijské       | kostel sv. Kateřiny Alexandrijské       | Kategorie „Church of Saint Catherine of Alexandria (Chrudim)“ na Wikimedia Commons               | Chrudim                     | kulturní památka         | ...   |            |
| kostel svaté Kateřiny                   | kostel svaté Kateřiny                   | Kategorie „Church of Saint Catherine (Licoměřice)“ na Wikimedia Commons                          | Licoměřice, Lipovec         | kulturní památka         | ...   |            |
| kostel svatého Kříže                    | kostel svatého Kříže                    | Kategorie „Church of Holy Cross (Ronov nad Doubravou)“ na Wikimedia Commons                      | Ronov nad Doubravou         | kulturní památka         | ...   |            |
| kostel svaté Kunhuty                    | kostel svaté Kunhuty                    | Kategorie „Church of Saint Cunigunde (Trhová Kamenice)“ na Wikimedia Commons                     | Polom, Trhová Kamenice      | kulturní památka         | ...   |            |
| kostel svatého Marka                    | kostel svatého Marka                    | Kategorie „Church of Saint Mark (Markovice, Chrudim)“ na Wikimedia Commons                       | Markovice, Chrudim          | kulturní památka         | ...   |            |
| kostel svaté Markéty Antiochijské       | kostel svaté Markéty Antiochijské       | Kategorie „Church of Saint Margaret (Podlažice)“ na Wikimedia Commons                            | Podlažice, Chrast           | kulturní památka         | ...   |            |
| kostel svatého Martina                  | kostel svatého Martina                  | Kategorie „Church of Saint Martin (Hrochův Týnec)“ na Wikimedia Commons                          | Hrochův Týnec               | kulturní památka         | ...   |            |
| kostel svatého Martina                  | kostel svatého Martina                  | Kategorie „Church of Saint Martin (Chrašice)“ na Wikimedia Commons                               | Chrašice, Chrast            | kulturní památka         | ...   |            |
| kostel svatého Martina                  | kostel svatého Martina                  | Kategorie „Church of Saint Martin (Ronov nad Doubravou)“ na Wikimedia Commons                    | Ronov nad Doubravou         | kulturní památka         | ...   |            |
| kostel svatého Martina                  | kostel svatého Martina                  | Kategorie „Saint Martin church in Slatiňany“ na Wikimedia Commons                                | Slatiňany                   | kulturní památka         | ...   |            |
| kostel svaté Máří Magdalény             | kostel svaté Máří Magdalény             | Kategorie „Mary Magdalene church in Pařížov“ na Wikimedia Commons                                | Pařížov, Běstvina           | kulturní památka         | ...   |            |
| kostel svaté Máří Magdalény             | kostel svaté Máří Magdalény             | Kategorie „Church of Saint Mary Magdalene (Včelákov)“ na Wikimedia Commons                       | Včelákov                    | kulturní památka         | ...   |            |
| kostel svatého Matouše                  | kostel svatého Matouše                  | Kategorie „Church of Saint Matthew (Míčov)“ na Wikimedia Commons                                 | Míčov, Míčov-Sušice         | ne                       | ...   |            |
| kostel svatého Matouše                  | kostel svatého Matouše                  | Kategorie „Church of Saint Matthew (Štěpánov)“ na Wikimedia Commons                              | Štěpánov, Skuteč            | kulturní památka         | ...   |            |
| kostel svatého Michaela                 | kostel svatého Michaela                 | Kategorie „Church of Saint Michael (Chrudim)“ na Wikimedia Commons                               | Chrudim                     | kulturní památka         | ...   |            |
| kostel svatého Michaela                 | kostel svatého Michaela                 | Kategorie „Church of Saint Michael (Krouna)“ na Wikimedia Commons                                | Krouna                      | kulturní památka         | ...   |            |
| kostel svatého Michaela                 | kostel svatého Michaela                 | Kategorie „Church of Saint Michael in Licibořice“ na Wikimedia Commons                           | Licibořice                  | kulturní památka         | ...   |            |
| kostel svatého Michaela                 | kostel svatého Michaela                 | Kategorie „Church of Saint Michael (Trojovice)“ na Wikimedia Commons                             | Trojovice                   | kulturní památka         | ...   |            |
| kostel svatého Mikuláše                 | kostel svatého Mikuláše                 | Kategorie „Church of Saint Nicholas (Proseč)“ na Wikimedia Commons                               | Proseč                      | ne                       | ...   |            |
| kostel svatého Mikuláše                 | kostel svatého Mikuláše                 | Kategorie „Church of Saint Nicholas (Stolany)“ na Wikimedia Commons                              | Stolany                     | kulturní památka         | ...   |            |
| kostel svatého Mikuláše                 | kostel svatého Mikuláše                 | Kategorie „Church of Saint Nicholas (Svatý Mikuláš)“ na Wikimedia Commons                        | Svatý Mikuláš, Vysočina     | kulturní památka         | ...   |            |
| kostel svatých Petra a Pavla            | kostel svatých Petra a Pavla            | Kategorie „Church of Saints Peter and Paul (Chlum)“ na Wikimedia Commons                         | Chlum, Hlinsko              | kulturní památka         | ...   |            |
| kostel svatých Petra a Pavla            | kostel svatých Petra a Pavla            | Kategorie „Church of Saints Peter and Paul (Kostelec u Heřmanova Městce)“ na Wikimedia Commons   | Kostelec u Heřmanova Městce | kulturní památka         | ...   |            |
| kostel svatých Petra a Pavla            | kostel svatých Petra a Pavla            | Kategorie „Church of Saints Peter and Paul (Rozhovice)“ na Wikimedia Commons                     | Rozhovice                   | kulturní památka         | ...   |            |
| kostel svatého Štěpána                  | kostel svatého Štěpána                  | Kategorie „Church of Saint Stephen (Seč)“ na Wikimedia Commons                                   | Seč                         | kulturní památka         | ...   |            |
| kostel svatého Václava                  | kostel svatého Václava                  | Kategorie „Church of Saint Wenceslaus in Hrbokov“ na Wikimedia Commons                           | Hrbokov, Bojanov            | kulturní památka         | ...   |            |
| kostel svatého Václava                  | kostel svatého Václava                  | Kategorie „Church of Saint Wenceslaus in Lažany“ na Wikimedia Commons                            | Lažany, Skuteč              | kulturní památka         | ...   |            |
| kostel svatého Václava                  | kostel svatého Václava                  | Kategorie „Church of Saint Wenceslaus (Rosice)“ na Wikimedia Commons                             | Rosice                      | kulturní památka         | ...   |            |
| kostel svatého Václava                  | kostel svatého Václava                  | Kategorie „Church of Saint Wenceslaus (Řestoky)“ na Wikimedia Commons                            | Řestoky                     | kulturní památka         | ...   |            |
| kostel svatého Václava                  | kostel svatého Václava                  | Kategorie „Church of Saint Wenceslaus (Vápenný Podol)“ na Wikimedia Commons                      | Vápenný Podol               | ne                       | ...   |            |
| kostel svatého Vavřince                 | kostel svatého Vavřince                 | Kategorie „Kostel svatého Vavřince (Ronov nad Doubravou)“ na Wikimedia Commons                   | Ronov nad Doubravou         | kulturní památka         | ...   |            |
| kostel svatého Vavřince                 | kostel svatého Vavřince                 | Kategorie „Church of Saint Lawrence (Seč)“ na Wikimedia Commons                                  | Seč                         | kulturní památka         | ...   |            |
| kostel svatého Víta                     | kostel svatého Víta                     | Kategorie „Church of Saint Vitus (Bojanov)“ na Wikimedia Commons                                 | Bojanov                     | kulturní památka         | ...   |            |
| kostel svatého Víta                     | kostel svatého Víta                     | Kategorie „Church of Saint Vitus (Morašice)“ na Wikimedia Commons                                | Morašice                    | kulturní památka         | ...   |            |
| kostel Všech Svatých                    | kostel Všech svatých                    | Kategorie „All Saints church (Žumberk)“ na Wikimedia Commons                                     | Žumberk                     | kulturní památka         | ...   |            |
| kostel Zvěstování Panny Marie           | kostel Zvěstování Panny Marie           | Kategorie „Church of the Annunciation of the Virgin Mary (Heřmanův Městec)“ na Wikimedia Commons | Heřmanův Městec             | kulturní památka         | ...   |            |
| kostel Zvěstování Panny Marie           | kostel Zvěstování Panny Marie           | Kategorie „Church of the Annunciation of the Virgin Mary (Doly)“ na Wikimedia Commons            | Doly, Luže                  | kulturní památka         | ...   |            |

### Kostely jiných církví
| Název              | Obrázek                             | Galerie Commons                                                                | Místo                   | Ochrana          | Popis | Souřadnice |
| ------------------ | ----------------------------------- | ------------------------------------------------------------------------------ | ----------------------- | ---------------- | ----- | ---------- |
| evangelický kostel | evangelický kostel ve Dvakačovicích | Kategorie „Protestant church in Dvakačovice“ na Wikimedia Commons              | Dvakačovice             | kulturní památka | ...   |            |
| evangelický kostel | evangelický kostel v Hradišti       | Kategorie „Evangelický kostel, Hradiště u Nasavrk“ na Wikimedia Commons        | Hradiště, České Lhotice | ne               | ...   |            |
| evangelický kostel | evangelický kostel v Chrudimi       | Kategorie „Evangelical church (Chrudim)“ na Wikimedia Commons                  | Chrudim                 | ne               | ...   |            |
| evangelický kostel | evangelický kostel v Krouně         | Kategorie „Evangelical church in Krouna“ na Wikimedia Commons                  | Krouna                  | kulturní památka | ...   |            |
| evangelický kostel | evangelický kostel v Lozicích       | Kategorie „Church in Lozice“ na Wikimedia Commons                              | Lozice                  | ne               | ...   |            |
| evangelický kostel | evangelický kostel v Proseči        | Kategorie „Protestant church in Proseč“ na Wikimedia Commons                   | Proseč                  | ne               | ...   |            |
| evangelický kostel | evangelický kostel v Rané           | Kategorie „Evangelical church in Raná (Chrudim District)“ na Wikimedia Commons | Raná                    | ne               | ...   |            |
| evangelický kostel | evangelický kostel ve Slatiňanech   | Kategorie „Protestant church in Slatiňany“ na Wikimedia Commons                | Slatiňany               | ne               | ...   |            |
| evangelický kostel | evangelický kostel ve Svratouchu    | Kategorie „Protestant church in Svratouch“ na Wikimedia Commons                | Svratouch               | ne               | ...   |            |
| husitský kostel    | husitský kostel v Heřmanově Městci  | Kategorie „Hussite church in Heřmanův Městec“ na Wikimedia Commons             | Heřmanův Městec         | kulturní památka | ...   |            |
| husitský kostel    | husitský kostel v Hlinsku           | Kategorie „Hussite church (Hlinsko)“ na Wikimedia Commons                      | Hlinsko                 | ne               | ...   |            |
| husitský kostel    | husitský kostel v Chrudimi          | Kategorie „Hussite church in Chrudim“ na Wikimedia Commons                     | Chrudim                 | ne               | ...   |            |

## Zaniklé kostely
- kostel svatého Jana Křtitele, Chrudim
- kostel Panny Marie, součást dominikánského konventu, Chrudim
- kostel v Krásném
- utrakvistická modlitebna v Hněvěticích